# Futbol'ny Klub Xakhtor Saligorsk
El Futbol'ny Klub Xakhtor Saligorsk (en idioma belarús: Шахтьор Солигорск) és un club belarús de futbol de la ciutat de Saligorsk.

## Palmarès
- Lliga belarussa de futbol (4):
  - Campio: 2005, 2020, 2021, 2022
  - Subcampió: 2010, 2011, 2012, 2013, 2016, 2018

- Copa belarussa de futbol (1):
  - 2004

## Futbolistes destacats
- Oleg Beliakov
- Sukhrob Hamidov
- Akhliddin Tourdiev